# Valle-di-Campoloro
 Valle-di-Campoloro  là một xã ở tỉnh Haute-Corse trên đảo Corse, Pháp. Xã này có diện tích 5,6 km², dân số năm 1999 là người. Khu vực này có độ cao trung bình 560 mét trên mực nước biển.